# Lina Raquel Riego Ruiz
Lina Raquel Riego Ruiz (Ciudad de México) es una bióloga y divulgadora mexicana. Es investigadora asociada C en la división de Biología Molecular del Instituto Potosino de Investigación Científica y Tecnológica (IPICYT) en San Luis Potosí, México; y miembro del Sistema Nacional de Investigadores Nivel II. Su trabajo de investigación involucra el estudio de la diversidad del metabolismo de nitrógeno en levaduras, así como su respuesta transcripcional al exceso de zinc.

## Biografía
Desde su infancia expresó su interés por estudiar una carrera científica. En 1997 obtuvo el grado de Bióloga en la Facultad de Ciencias de la Universidad Nacional Autónoma de México (UNAM). Estudió el doctorado en Ciencias Biomédicas en el Instituto de Fisiología Celular de la UNAM y recibió el grado de Doctora en Ciencias en 2002. Su línea de investigación durante el doctorado involucraba la relación entre el metabolismo de nitrógeno y carbono.
Mantuvo el cargo de Investigador Asociado C en la Unidad de Microarreglos de DNA de la UNAM de noviembre de 2002 a junio de 2005. Posteriormente, en julio de 2005 se incorporó como Investigador Asociado C a la división de biología molecular del IPICYT. Su especialidad en el área biología molecular, genética y levaduras.

## Investigación y divulgación científica
Forma parte del Laboratorio de Genómica Funcional y Comparativa dentro del IPICYT. Entre sus temas de investigación se encuentran el uso de la genómica comparada para el análisis de regiones promotoras de levaduras y la predicción de divergencia funcional entre genes duplicados. Particularmente se enfoca en el estudio de la diversidad del metabolismo de nitrógeno en levaduras, así como su respuesta transcripcional al exceso de zinc. También estudia el rol de la cromatina en la expresión diferencial de genes duplicados en una colección de levaduras híbridas bajo distintos medios de cultivo y distintas condiciones de estrés.
A lo largo de su carrera ha realizado diversas actividades de divulgación científica enfocadas a jóvenes interesados en seguir una carrera científica. En 2010 impartió los talleres Protocolo de extracción de DNA para niños y ¿Qué es el DNA? como parte de las actividades del mes de la biología molecular en el IPICYT. En 2020 publicó un video informativo sobre las medidas adecuadas para protegerse durante la pandemia de COVID-19.

## Publicaciones
Entre sus publicaciones de mayor impacto se encuentran: 
- DeLuna A, Avendano A, Riego L, Gonzalez A. NADP-glutamate dehydrogenase isoenzymes of Saccharomyces cerevisiae. Purification, kinetic properties, and physiological roles. The Journal of Biological Chemistry. 2001 Nov;276(47):43775-43783. DOI: 10.1074/jbc.m107986200
- Cuéllar-Cruz M, Briones-Martin-del-Campo M, Cañas-Villamar I, et al. High resistance to oxidative stress in the fungal pathogen Candida glabrata is mediated by a single catalase, Cta1p, and is controlled by the transcription factors Yap1p, Skn7p, Msn2p, and Msn4p. Eukaryotic Cell. 2008 May;7(5):814-825. DOI: 10.1128/ec.00011-08
- Cruz, M. et al. “High resistance to oxidative stress in the fungal pathogen Candida glabrata is mediated by a single catalase, Cta1p, and is controlled by the transcription factors Yap1p, Skn7p, Msn2p, and Msn4p.” (2008).